# Franz Xaver Weixler
Franz Xaver Weixler (* 4. November 1870 in Blindheim; † 16. August 1939 in München) war ein deutscher Politiker.

## Leben und Wirken
Weixler wurde als Sohn eines Sattlers geboren. Nach dem Besuch der Volksschule erlernte er ebenfalls das Sattlerhandwerk. Ergänzend besuchte er noch die Feiertagsschule. Ab 1910 besuchte er volkswirtschaftliche und soziale Kurse beim Volksverein für das katholische Deutschland in Mönchengladbach.
Nach dem Ersten Weltkrieg schloss Weixler sich der Bayerischen Volkspartei (BVP) an. Vom März bis zum Juni 1920 gehörte er der Weimarer Nationalversammlung als Abgeordneter für den Wahlkreis 24 (Oberbayern-Schwaben) an. Im Mai 1922 zog Weixler im Nachrückverfahren für den verstorbenen BVP-Reichstagsabgeordneten Josef Jaud in den im Juni 1920 gewählten ersten Reichstag der Weimarer Republik ein, in dem er bis zum Mai 1924 den Wahlkreis 27 (Oberbayern-Schwaben) vertrat.

## Schriften
- ? Wie ? mache ich mir meine zum korrespondieren geeignete! Geheimschrift!, 1907.